# منتخب كولومبيا لكرة القدم الشاطئية
منتخب كولومبيا لكرة القدم الشاطئية (بالإسبانية: Selección de fútbol playa de Colombia)‏ هو ممثل كولومبيا الرسمي في المنافسات الدولية في كرة القدم
.